# سونات پیانو شماره ۳۰ (بتهوون)
سونات پیانو شماره ۳۰ لودویگ فان بتهوون در لاماژور ۱۰۹، یک سونات پیانو است که برای ماکسیمیلیان برنتانو، دختر آنتونی برنتانو نوشته شده است، در سال ۱۸۲۰ نوشته شد و در سال ۱۸۲۱ توسط شلزینگر در برلین عمومی شد.
سونات حدود ۲۰ دقیقه است.